# إيراد ضريبي
الإيرادات الضريبية هي الإيرادات التي تجمعها الحكومات من خلال فرض الضرائب.
هناك أنواع مختلفة من الضرائب، والشكل الذي يتم فيه جمع الإيرادات الضريبية يختلف أيضًا؛ وعلاوة على ذلك، فإن الهيئات التي تجمع الضرائب قد لا تكون جزءًا من الحكومة المركزية، ولكن قد تكون طرف ثالث بديل مرخصة له جمع الضرائب. على سبيل المثال:
- في المملكة المتحدة، تقوم وكالة ترخيص المركبات والسائقين بجمع رسوم ضرائب السيارة ثم تمررها بعد ذلك على خزانة الدولة.

عائدات الضرائب على المشتريات يمكن أن تأتي من شكلين: 'الضريبة' نفسها وهي النسبة المئوية التي أضيفت إلى سعر الشراء (مثل ضريبة المبيعات في الولايات الأمريكية، أو ضريبة القيمة المضافة في المملكة المتحدة)، في حين أن 'الرسوم الجمركية' هي مبلغ ثابت يضاف إلى سعر الشراء (مثل جمارك السيارات). لحساب الإيراد الضريبي لابد لنا من إيجاد المعدل الضريبي.